# Damjan Đoković
Damjan Đoković (n. 18 aprilie 1990, Zagreb, Republica Socialistă Croația, RSF Iugoslavia) este un fotbalist croat, care joacă pe post de mijlocaș la CFR Cluj în SuperLiga României.